# Thoros I d'Armenia
Thoros I d'Armenia o Toros I ((HY)  Թորոս Ա T‘oros = Teodoro) (... – 17 febbraio 1129) fu il governante della Cilicia armena o Armenia minor tra il 1102 e il 1129.

## Biografia
Figlio di Costantino I, signore di Partzerpert e Vahka, della Casata dei Rupenidi.
Quando succedette a suo padre, egli prese il titolo di Princeps de montibus, per indicare la sua indipendenza ed il suo controllo delle montagne di Cilicia.
Per salvare la faccia, l'imperatore Alessio I Comneno gli concesse il titolo di curopalate.
Ciononostante Thoros continuò ed estese la politica di alleanze di suo padre Gosdantin I con i nuovi stati Crociati di Siria e, aiutato da questi alleati, in particolare da Tancredi del Principato di Antiochia, egli sconfisse i Turchi selgiuchidi a Marash nel 1107 e le forze dell'Impero bizantino ad Anazarbe nel 1108.
Queste vittorie portarono ad un'ulteriore espansione del principato verso sud occupando territori bizantini, tra l'altro le città di Anazarbe e Sis e la regione lungo il fiume Pyramos.
Nel 1111 egli vendicò l'uccisione del re Gagik II da parte dei tre "figli di Mandale" (il maggiore dei quali era suo suocero).
Nonostante le periodiche incursioni dei Turchi selgiuchidi, Thoros riuscì a consolidare le conquiste del principato. Thoros fu anche un uomo pio, che istituì chiese e monasteri ma mano che il principato cresceva.
Egli morì il 17 febbraio 1129 e fu sepolto a Trazarg.
Suo figlio maggiore Oshin era morto prima di lui, così gli succedette il figlio minore Gosdantin.
Non si conosce l'identità della moglie di Thoros.